# Виктор, Анджей
Анджей Хуберт Виктор, также известен как Анджей Йозефович Виктор (пол. Andrzej Hubert Wiktor; 4 февраля 1931, Нова-Весь, окрестности Жешува — 31 декабря 2018) — польский зоолог, специалист по систематике моллюсков.

## Биография
Родился 4 февраля 1931 года в Нова-Весь недалеко от Жешува. В 1949 году поступил на факультет математики и естествознания Познанского университета. C 1953 до 1958 года работал ассистентом в Вроцлавском медицинском университете. В 1954 году получил степень магистра в Вроцлавском университете. Его научными руководителями были Ян Рафальски и Ярослав Урбанский. В 1962 году получил учёную степень доктора философии (PhD). С 1962 по 2002 годы работал в Музее естествознания Вроцлавского университета, с 1980 по 2002 годы был директором музея. В 1971 году прошел хабилитацию. С 1979 по 1983 и с 1987 по 1990 годы был президентом Польского зоологического общества.
В 1980 получил звание профессора. С 1981 по 1984 годы был членом Главного совета по науке и высшему образованию Польши. В 1984 году он был избран ректором Вроцлавского университета, но по политическим мотивам его кандидатура не была утверждена министерством образования. С 1990 по 1992 годы был членом комитета по охране природы Польской академии наук. С 1991 года был членом Ассоциации польских малакологов (в 1997 году избран её почетным членом). В 1997 года избран членом-корреспондентом Польской академии знаний. Умер 31 декабря 2018 года, похоронен на кладбище Святого Семейства во Вроцлаве.

## Семья
Его отцом был Юзеф Виктор, мать Мария Виктор (в девичестве Лош). Анджей был младшим из четырёх детей, у него было два брата и сестра. Старший брат Юзеф (1923—2000) был ихтиологом, профессором Гданьского университета, Станислав (1926—2007) работал инженером-кораблестроителем, а сестра Кристина Виктор-Якобсон (род. 1927) — художник.
В 1954 году Анджей Виктор женился на Ядвиге Квесинской (умерла в 1997 году). Она была паразитологом. Их дочь Софья (родилась в 1955 году) стала антропологом. В 2002 году он женился второй раз на Ханне Мизгайской, которая тоже была паразитологом.

## Научные достижения
Основные исследования Анджея Виктора посвящены систематике, морфологии, экологии, биогеографии и филогении слизней. Он (в соавторстве с И. М. Лихаревым) предложил новую классификацию слизней. Выявил закономерности параллельной эволюции у слизней и продемонстрировал роль сперматофоров как барьеров гибридизации. Он пересмотрел таксономию, а также данные о мировом распределении слизней семейств Milacidae, Parmacellidae, Anadenidae, Agriolimacidae. Он описал более 60 новых видов, а также несколько новых родов, подсемейств и одно семейство. За более 50 лет он собрал самую большую коллекцию слизней в мире. Под его руководством защищено 10 диссертаций, из них 7 на степень доктора-хабилитат.
Был главным редактором журналов «Acta Universitatis Wratislaviensis. Prace Zoologiczne» и «Przegląd Zoologiczny»

## Таксоны, названные в честь Анджея Виктора
В честь Анджея Виктора названы шесть видов моллюсков:
- Arion wiktori Parejo & Martin, 1990
- Daudebardia wiktori Riedel, 1967
- Deroceras wiktori Grossu, 1969
- Malacolimax wiktori Alonso & Ibanez, 1989
- Oxychilus wiktori Riedel, 1997
- Piscicola wiktori Bielecki, 1997

## Публикации
Опубликовал 107 научных работ, в том числе:
- Лихарев И. М., Виктор А. Й. Слизни фауны СССР и сопредельных стран (Gastropoda Terrestria Nuda) // Фауна СССР. Моллюски. — Л.: Наука, 1980. — Т. 3, вып. 5. — 438 с. — (Новая серия № 122).
- Wiktor A. Milacidae (Gastropoda, Pulmonata) – systematic monograph (англ.) // Annales Zoologici. — 1987. — Vol. 41. — P. 1–319.
- Wiktor A. Limacoidea et Zonitoidea nuda. Slimaki pomrowioksztalne.. — Warszawa: PWN, 1989. — (Fauna Polski 12).
- Wiktor A. The slugs of Greece (Arionidae, Milacidae, Limacidae, Agriolimacidae – Gastropoda, Stylommatophora). — Athens: Natural History Museum of Crete, 1989. — 241 p. — (Fauna Graeciae № 8). — ISBN 9603670057. — ISBN 9789603670056.
- Wiktor A. A review of Anadenidae (Gastropoda: Pulmonata) with a description of a new species. (англ.) // Folia Malacologica. — 2001. — Vol. 9. — P. 3–26.